# قلعه‌کهنه (جم)
قلعه‌کهنه روستایی از توابع بخش ریز شهرستان جم استان بوشهر در جنوب ایران.
این روستا در دهستان ریز قرار دارد و بر اساس سرشماری سال ۱۳۸۵ جمعیت آن ۳۳۶ نفر بوده‌است.